# Down to Earth (álbum de Alexis & Fido)
Down to Earth (en español: Pies en la tierra) es el tercer álbum de estudio del dúo puertorriqueño Alexis & Fido. Fue publicado el 31 de marzo de 2009 a través de Wild Dogz y Sony Music Latin. Contiene las participaciones de Toby Love y Don Omar, además de los cortes promocionales «Ojos que no ven», «Bartender» y «Súbete».
Dentro del álbum hay fusiones con la música electrónica, como techno y house, mientras que en las letras hay canciones con temática social, como «No debe tocarte» tratando sobre la violencia doméstica.

## Lista de canciones
| N.º   | Título                              | Productor(es)           | Duración |  |
| 1.    | «Muévelo»                           | Tainy                   | 2:54     |  |
| 2.    | «Mi música ehh...»                  | Mambo Kingz             | 3:23     |  |
| 3.    | «Gatúbela»                          | Nely                    | 3:54     |  |
| 4.    | «La cama Pt. 2»                     | Doble A & Nales         | 3:03     |  |
| 5.    | «Ojos que no ven»                   | Tainy                   | 3:14     |  |
| 6.    | «No debe tocarte» (con Toby Love)   | Profesor Gómez          | 3:56     |  |
| 7.    | «Invencibles»                       | Doble A & Nales         | 3:12     |  |
| 8.    | «Súbete (The Remix)» (con Don Omar) | Tainy · DJ Urba · Nales | 3:24     |  |
| 9.    | «Me sale en to's lao»               | Nely                    | 3:08     |  |
| 10.   | «Bartender»                         | Tainy                   | 2:55     |  |
| 11.   | «Vienen por ahí»                    | Yai & Toly              | 2:25     |  |
| 12.   | «Copycat»                           | Nely                    | 2:51     |  |
| 13.   | «Superhéroe»                        | Nesty · Víctor          | 3:28     |  |
| 14.   | «Súbete (Original Version)»         | Tainy · Doble A & Nales | 3:16     |  |
| 45:02 |                                     |                         |          |  |

## Créditos y personal
Parcialmente adaptados desde AllMusic.
- Raúl Ortiz, Joel Martínez – Artistas principal, composición.
- Jorge Fonseca – A&R.
- Tom Coyne – Masterización.
- Christian Maldonado (Master Chris) – Ingeniería.
- José “Hyde” Cotto – Ingeniería, mezcla.
- Marcos Masis – Composición, producción.
- Xavier A. Semper, Edgar W. Semper Vargas (Mambo Kingz) – Producción.
- Josías de la Cruz – Producción.
- Aaron Pena, Anthony Calo (Doble A & Nales) – Producción.
- José Gómez Martínez (Profesor Gómez) – Producción.
- Toby Love – Artista invitado.
- Don Omar – Artista invitado.
- Yai & Toly – Producción.
- Ernesto Fidel Padilla – Composición, producción.

## Posicionamiento en listas
| Listas (2009)                        | Mejor posición |
| ------------------------------------ | -------------- |
| Estados Unidos (Latin Rhythm Albums) | 2              |
| Estados Unidos (Top Latin Albums)    | 5              |

| Listas (2009)                        | Posición |
| ------------------------------------ | -------- |
| Estados Unidos (Latin Rhythm Albums) | 16       |
| Estados Unidos (Top Latin Albums)    | 67       |